# Bintang Meriah (Gunung Meriah)
Bintang Meriah is een bestuurslaag in het regentschap Deli Serdang van de provincie Noord-Sumatra, Indonesië. Bintang Meriah telt 108 inwoners (volkstelling 2010).